# جابيري
جابيري هي بلدية في البرازيل، تتبع ريو دي جانيرو، بلغ عدد سكانها 95٬492  نسمة، في 2010، تبلغ مساحتها 82٫832 كيلومتر مربع.

## الموقع
تشترك في الحدود مع:
- Miguel Pereira, Rio de Janeiro [الإنجليزية]‏.